# Crémant
Pour l’article ayant un titre homophone, voir Crément.
Pour les articles homonymes, voir Crémant (homonymie).

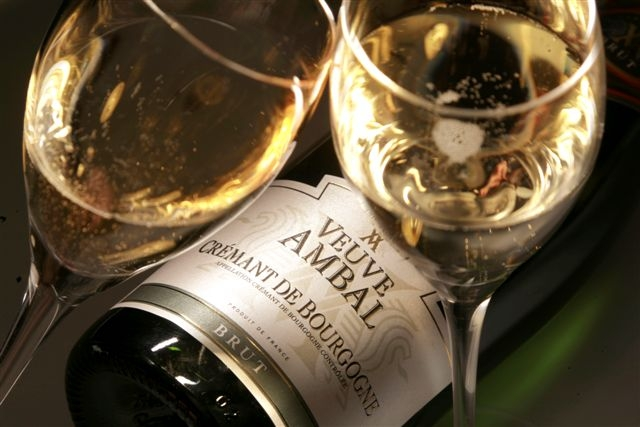
Une bouteille de crémant de Bourgogne.

Un crémant est un vin effervescent mousseux obtenu par méthode traditionnelle (alias « méthode champenoise » en Champagne) dans une aire d'appellation particulière.
Il existe ainsi des crémants d'Alsace, de Bourgogne, de Bordeaux, de Die (dans le vignoble de la vallée du Rhône), du Jura, de Limoux (dans le vignoble du Languedoc-Roussillon), de Loire, de Luxembourg, de Savoie et de Wallonie (dans le vignoble de Belgique). Autrefois, l'appellation crémant de Champagne était même d'usage pour les champagnes à la mousse crémeuse.
La production de ces crémants doit respecter un cahier des charges (dans le cas français, un décret INAO) propre à leur région.

## Crémants français

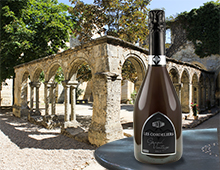
Crémant de Bordeaux.

La production française de crémants d'appellation d'origine contrôlée (AOC) se répartit entre :
- crémant d'Alsace (49 % du marché en 2006) ;
- crémant de Bourgogne (20 %) ;
- crémant de Loire (18 %) ;
- crémant de Limoux (6 %) ;
- crémant du Jura (5 %) ;
- crémant de Bordeaux (2 %) ;
- crémant de Die ;
- crémant de Savoie.

## Autres crémants
- Crémant de Luxembourg
- Crémant de Wallonie